# 樋口兼光
樋口兼光（？—1184年3月15日（元曆元年陰曆2月2日））是日本平安時代末期的武將。中原兼遠的次子。今井兼平和巴御前之兄。通稱樋口次郎。正式姓名為中原兼光（なかはら の かねみつ）。是木曾義仲乳母之子，為義仲四天王之一。
義仲舉兵時，樋口兼光即左右相隨。在俱利伽羅峠之戰等戰役立下斷絕平氏大軍後路的戰功。義仲軍入京後在法住寺合戰拘捕後白河法皇。
元曆元年義仲戰敗自殺後，源頼朝下令將他斬首。當時源範賴和源義經都曾為他求情，但未果。
此外，日本戰國時代上杉景勝著名的軍師直江兼續(本名樋口兼續)即為他的子孫。